# Getsumen to Heiki Mina
Getsumen to Heiki Mina (jap. 月面兎兵器ミーナ) ist eine Anime-Fernsehserie aus dem Jahr 2007. Sie war zunächst eine fiktive Fernsehserie innerhalb der Fernsehserie Densha Otoko von 2005, die von einem Anime-Fan und dessen Liebesleben erzählt. Später wurde sie von Studio Gonzo als echte Animeserie umgesetzt. Noch 2007 folgte die Umsetzung der Geschichte als Manga.

## Inhalt
Als Außerirdische mit den Menschen Kontakt aufgenommen haben, stellte sich heraus, dass die Erdlinge die einzigen sind, die sportliche Wettbewerbe abhalten. Das Interesse der Aliens an dieser Art der Unterhaltung ist groß und so werden die Sportereignisse in viele anderen Welten übertragen. Das weckt jedoch auch Begehrlichkeiten, diese zu manipulieren und sich anderweitig einzumischen. Um die Wettbewerbe der Menschen zu erhalten, werden solche Einmischungen verboten, und zur Durchsetzung des Verbots die Rabbit Force gegründet. Das Team von Mädchen, die sich in eine hasenartige Gestalt verwandeln können, wird mit außerirdischer Technik unterstützt und kämpft gegen diejenigen, die das Verbot umgehen wollen. Die Mitglieder tragen für ihre alter Egos alle den Namen Mina, führen aber in ihrer menschlichen Gestalt noch ein Alltagsleben.
Die Oberschülerin Mina Tsukuda will eigentlich ihren Traum verfolgen, Sportansagerin zu werden. Sie hat auch schon das Glück, als Ansagerin in der beliebten Sendung SpoLuna mitmachen zu können. Während die beiden Moderatoren Suiren Kōshū und Daisuke Kiryū sie unterstützen, ist der Regisseur skeptisch und will sie lieber wieder loswerden. Produzent Onoue P verspricht sich jedoch viel von der jugendlichen Verstärkung. Bei Tsukudas erstem Arbeitstag kommt es gleich zu einem Alien-Angriff. Und nicht nur Suiren Kōshū verwandelt sich in die bekannte Mina Otsuki, sondern auch Tsukuda zeigt wider Willen, dass sie sich in eine „echte“ Mina verwandeln kann. Durch ihre Hilfe wird der Kampf gewonnen und sie kann trotz ihrer Fehler in der Sendung bleiben. Von da an werden ihre Auftritte immer wieder durch Außerirdische gestört und die eigentlich friedliebende und zurückhaltende Tsukuda muss sich mit ihrer zweiten Identität und dem Kämpfen anfreunden. Währenddessen gibt sie alles für ihren Traum, den ihr nicht nur der Regisseur, sondern auch von Escartin Mutsumune zunichtemachen will. Denn Mutsumune will lieber an Tsukudas Stelle moderieren und wird zu ihrer Rivalin, die vor keinen Mitteln zurückschreckt. Die anderen Moderatoren, der Produzent und zunehmend ihre Fans sind aber auf Tsukudas Seite.

## Produktion und Veröffentlichung
Das Drehbuch wurde geschrieben von Junki Takegami und bei Studio Gonzo unter der Regie von Keiichiro Kawaguchi. Das Charakterdesign entwarf Okama, es wurde von Takashi Kumazen für die Animationen adaptiert. Die künstlerische Leitung lag bei Yutaka Mukumoto und für die Kameraführung war Kōjirō Hayashi zuständig. Die 3D-Animationen leitete Hirotsugu Shimoyama und Tonregie führte Satoshi Motoyama.
Die elf Folgen mit je 23 Minuten wurden vom 13. Januar bis 24. März 2007 von Fuji TV in Japan gezeigt. Proware Multimedia International brachte den Anime in Taiwan heraus und 2024 wurde er von Crunchyroll international per Streaming veröffentlicht, unter anderem mit deutschen und englischen Untertiteln.

### Synchronisation
| Rolle                         | japanischer Stimme (Seiyū) |
| ----------------------------- | -------------------------- |
| Mina Tsukishiro               | Marina Inoue               |
| Escartin Mutsumune            | Eri Nakao                  |
| Daisuke Kiryū                 | Hiroki Tōchi               |
| Onoue P                       | Jōji Nakata                |
| Nakoru Hazemi / Mina Minazuki | Kana Hanazawa              |
| Minamo Haibara / Mina Akiyama | Mamiko Noto                |
| Kanchi Hazemi                 | Mitsuki Saiga              |
| Suiren Kōshū / Mina Otsuki    | Shizuka Itō                |

### Musik
Die Musik der Serie komponierte Kōsuke Yamashita. Das Vorspannlied ist Lights, Camera. Action! von Halcali und für den Abspann verwendete man das Lied Beautiful Story von Marina Inoue.

## Manga
Eine von Nylon geschaffene Manga-Serie erschien von Februar 2007 bis März 2008 im Magazin Dengeki Comic Gao!. Dessen Verlag MediaWorks brachte die Kapitel auch gesammelt in zwei Bänden heraus.